# Murderball
Pour plus de détails, voir Fiche technique et Distribution.
Murderball est un film américain réalisé par Henry Alex Rubin et Dana Adam Shapiro, sorti en 2005.

## Synopsis
Le documentaire suit des athlètes de rugby-fauteuil qui tentent de se qualifier pour les Jeux paralympiques d'été de 2004.

## Fiche technique
- Titre : Murderball
- Réalisation : Henry Alex Rubin et Dana Adam Shapiro
- Scénario : d'après un article de Dana Adam Shapiro
- Musique : Jamie Saft
- Photographie : Henry Alex Rubin
- Montage : Conor O'Neill et Geoffrey Richman
- Production : Jeffrey V. Mandel et Dana Adam Shapiro
- Société de production : Paramount Pictures, MTV Films, Participant Media, A&E IndieFilms et EAT Films
- Société de distribution : Eurozoom (France) et MTV Films (États-Unis)
- Pays de production :  États-Unis
- Genre : Documentaire
- Durée : 88 minutes
- Dates de sortie : 
  - États-Unis : 8 juillet 2005
  - France : 13 juin 2007

## Distinctions
Le film a été nommé à l'Oscar du meilleur film documentaire en 2006.